# Manancourt (Etricourt) Communal Cemetery
Manancourt (Etricourt) Communal Cemetery is een begraafplaats gelegen in de Franse plaats Étricourt-Manancourt (Somme). De militaire graven worden onderhouden door de Commonwealth War Graves Commission.
De begraafplaats telt 4 non-World War known graves.